# Sinularia manaarensis
Sinularia manaarensis är en korallart som beskrevs av Verseveldt 1980. Sinularia manaarensis ingår i släktet Sinularia och familjen läderkoraller. Inga underarter finns listade i Catalogue of Life.